# 万世特攻平和祈念館
万世特攻平和祈念館是一座位于日本鹿儿岛县南薩摩市的战争博物馆，于1993年开放，這一博物館主要用來纪念来自万世飛行場的201位在太平洋战争的最后几个月里因执行神风特攻隊任务而死的飞行员。带头创办该纪念馆、纪念战死軍人的是曾于1945年在万世飞行场担任飞行教官的人士。
馆内展示的零式水上偵察機是1992年人們从吹上浜海域打捞上来的，并于2011年被日本航空協会认定为重要航空遺産。